# Leichtathletik-Weltmeisterschaften 1999/Kugelstoßen der Frauen

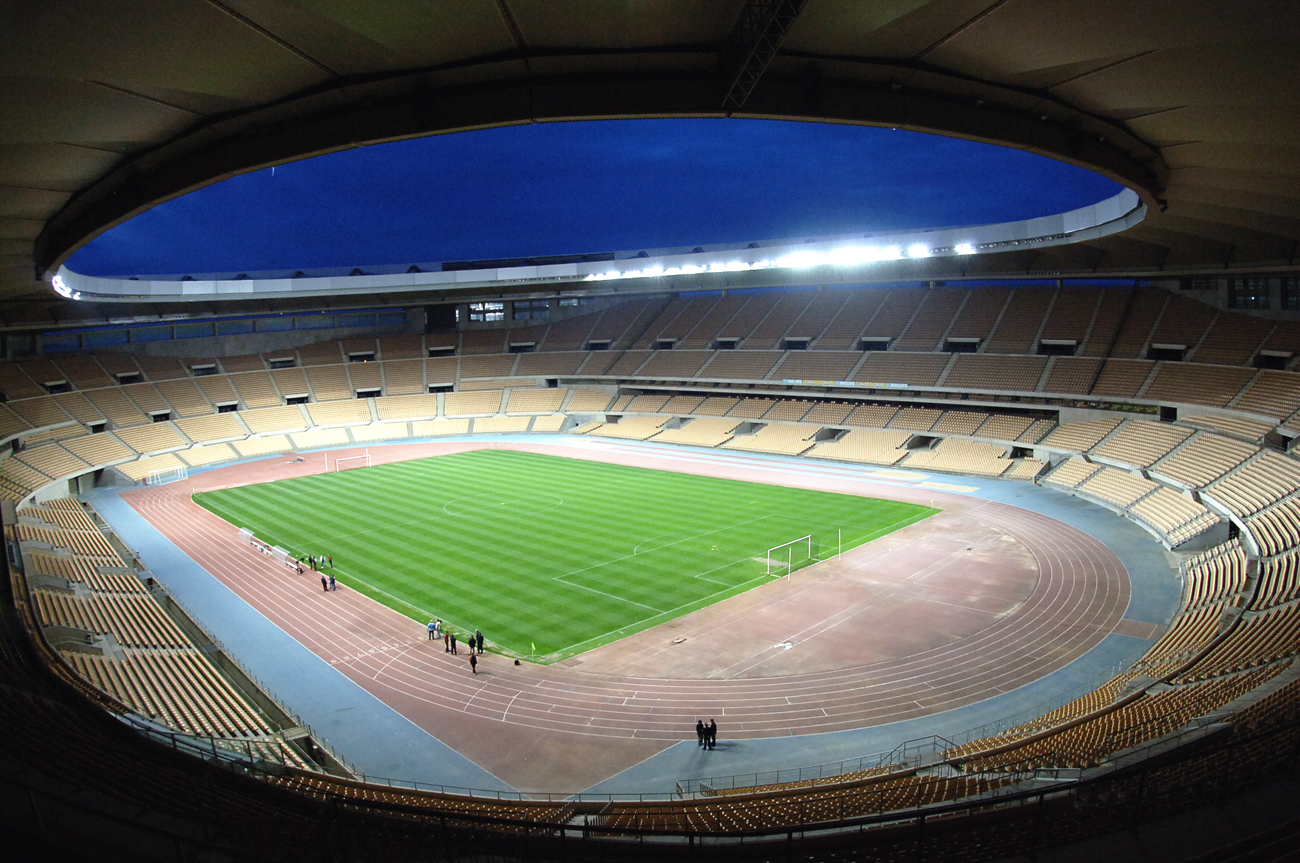
Das Olympiastadion von Sevilla im Jahr 2011

Das Kugelstoßen der Frauen bei den Leichtathletik-Weltmeisterschaften 1999 wurde am 25. August 1999 im Olympiastadion der spanischen Stadt Sevilla ausgetragen.
In diesem Wettbewerb kamen die deutschen Kugelstoßerinnen zu einem Doppelsieg. Weltmeisterin wurde zum dritten Mal in Folge die Olympiasiegerin von 1996, Europameisterin von 1990 und Vizeeuropameisterin von 1994 Astrid Kumbernuss. Silber ging an Nadine Kleinert. Auf den dritten Platz kam die russische Olympiasiegerin von 1992, Vizeweltmeisterin von 1993 und WM-Dritte von 1991 Swetlana Kriweljowa.

## Bestehende Rekorde
| Weltrekord | 22,63 m | Natalja Lissowskaja | Moskau, Sowjetunion (heute Russland) | 7. Juni 1987      |
| WM-Rekord  | 21,24 m | Natalja Lissowskaja | WM 1987 in Rom, Italien              | 5. September 1987 |

Der bestehende WM-Rekord wurde bei diesen Weltmeisterschaften nicht eingestellt und nicht verbessert.
In der Qualifikationsgruppe A am 25. August gab es einen Landesrekord:
17,89 m – Laurence Manfredi, Frankreich

## Legende
Kurze Übersicht zur Bedeutung der Symbolik – so üblicherweise auch in sonstigen Veröffentlichungen verwendet:
| – | verzichtet |
| x | ungültig   |

## Qualifikation
25. August 1999, 10:30 Uhr
25 Teilnehmerinnen traten in zwei Gruppen zur Qualifikationsrunde an. Die Qualifikationsweite für den direkten Finaleinzug betrug 18,50 m. Vier Athletinnen übertrafen diese Marke (hellblau unterlegt). Das Finalfeld wurde mit den acht nächstplatzierten Sportlerinnen auf zwölf Kugelstoßerinnen aufgefüllt (hellgrün unterlegt). So reichten schließlich 17,90 m für die Finalteilnahme.

### Gruppe A

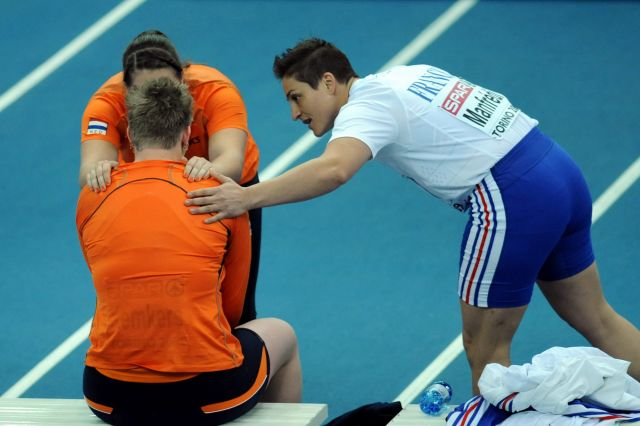
Laurence Manfredi (rechts) schied trotz ihrer französischen Rekords von 17,89 m in der Qualifikation aus

| Platz | Name                | Nation              | Resultat (m) | 1. Versuch (m) | 2. Versuch (m) | 3. Versuch (m) |
| 1     | Astrid Kumbernuss   | Deutschland         | 18,84        | 18,84          | –              | –              |
| 2     | Cheng Xiaoyan       | Volksrepublik China | 18,62        | 18,49          | 18,62          | –              |
| 3     | Krystyna Zabawska   | Polen               | 18,49        | 18,49          | x              | –              |
| 4     | Yumileidi Cumbá     | Kuba                | 18,38        | 18,27          | 18,38          | x              |
| 5     | Connie Price-Smith  | USA                 | 18,10        | 17,78          | 18,10          | 18,06          |
| 6     | Elena Hila          | Rumänien            | 18,09        | 17,15          | 17,37          | 18,09          |
| 7     | Janina Karoltschyk  | Belarus             | 17.90        | 16,62          | 16,86          | 17.90          |
| 8     | Laurence Manfredi   | Frankreich          | 17,89 NR     | 17,80          | 17,25          | 17,89          |
| 9     | Mara Rosolen        | Italien             | 17,84        | 17,84          | 17,09          | 16,91          |
| 10    | Anna Romanowa       | Russland            | 17,78        | 17,54          | 17,78          | x              |
| 11    | Juttaporn Krasaeyan | Thailand            | 17,39        | 17,12          | 17,39          | 17,11          |
| 12    | Song Feina          | Volksrepublik China | 17,26        | 16,86          | 17,26          | 17,25          |
| 13    | Svetla Sınırtaş     | Türkei              | 16,30        | 16,23          | 16,14          | 16,40          |

### Gruppe B

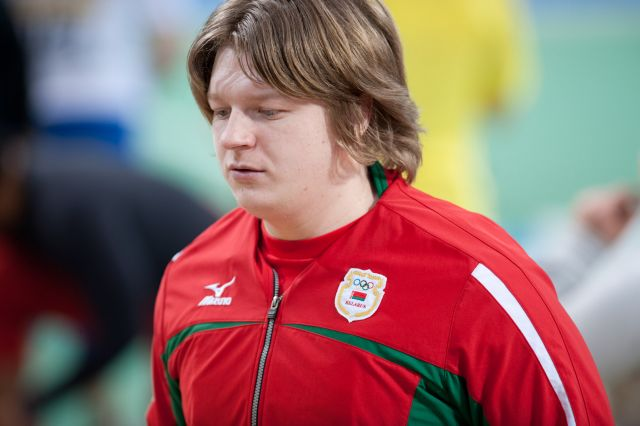
Nadseja Astaptschuk reichten ihre 17,47 m nicht zur Finalteilnahme

| Platz | Name                  | Nation              | Resultat (m) | 1. Versuch (m) | 2. Versuch (m) | 3. Versuch (m) |
| 1     | Swetlana Kriweljowa   | Russland            | 19,54        | 18,25          | 19,54          | –              |
| 2     | Nadine Kleinert       | Deutschland         | 18,59        | 18,59          | –              | –              |
| 3     | Lee Myung-Sun         | Südkorea            | 18,37        | 17,63          | 18,37          | x              |
| 4     | Valentina Fedjuschina | Ukraine             | 18,28        | 18,28          | 18,24          | 18,23          |
| 5     | Teri Tunks            | USA                 | 18,09        | 17,43          | 18,09          | x              |
| 6     | Yu Juan               | Volksrepublik China | 17,82        | 17,82          | 17,27          | 17,07          |
| 7     | Kalliopi Ouzouni      | Griechenland        | 17,79        | 17,43          | 17,79          | 17,23          |
| 8     | Tressa Thompson       | USA                 | 17,52        | 17,47          | 17,27          | 17,52          |
| 9     | Nadseja Astaptschuk   | Belarus             | 17,47        | 17,37          | x              | 17,47          |
| 10    | Lieja Koeman          | Niederlande         | 17,45        | x              | 17,45          | 17,18          |
| 11    | Martina de la Puente  | Spanien             | 16,68        | x              | x              | 16,68          |
| 12    | Nada Kawar            | Jordanien           | 16,30        | 16,30          | x              | x              |
| DNS   | Vivian Chukwuemeka    | Nigeria             |              |                |                |                |

## Finale
25. August 1999, 20:15 Uhr
| Platz | Name                  | Nation              | Resultat (m) | 1. Versuch (m) | 2. Versuch (m) | 3. Versuch (m) | 4. Versuch (m)                                   | 5. Versuch (m)                                   | 6. Versuch (m)                                   |
| 1     | Astrid Kumbernuss     | Deutschland         | 19,85        | 18,84          | 19,34          | 19,59          | 19,62                                            | 19,85                                            | 19,84                                            |
| 2     | Nadine Kleinert       | Deutschland         | 19,61        | 19,14          | 18,98          | 18,63          | 19,43                                            | 19,61                                            | 19,19                                            |
| 3     | Swetlana Kriweljowa   | Russland            | 19,43        | 18,92          | 19,22          | x              | 19,43                                            | 19,35                                            | 19,34                                            |
| 4     | Janina Karoltschyk    | Belarus             | 19,17        | 18,08          | 18,61          | x              | 17,98                                            | 19,17                                            | x                                                |
| 5     | Cheng Xiaoyan         | Volksrepublik China | 18,67        | 18,67          | 18,50          | 18,23          | x                                                | x                                                | 18,49                                            |
| 6     | Yumileidi Cumbá       | Kuba                | 18,44        | 18,25          | x              | 18,44          | 17,96                                            | x                                                | 17,96                                            |
| 7     | Valentina Fedjuschina | Ukraine             | 18,17        | 17,05          | 18,17          | x              | x                                                | 17,97                                            | 18,15                                            |
| 8     | Krystyna Zabawska     | Polen               | 18,12        | x              | x              | 18,12          | 18,03                                            | x                                                | x                                                |
| 9     | Teri Tunks            | USA                 | 18,04        | 18,04          | 17,54          | 17,83          | nicht im Finale der besten acht Kugelstoßerinnen | nicht im Finale der besten acht Kugelstoßerinnen | nicht im Finale der besten acht Kugelstoßerinnen |
| 10    | Lee Myung-Sun         | Südkorea            | 17,92        | 17,75          | x              | 17,92          | nicht im Finale der besten acht Kugelstoßerinnen | nicht im Finale der besten acht Kugelstoßerinnen | nicht im Finale der besten acht Kugelstoßerinnen |
| 11    | Connie Price-Smith    | USA                 | 17,89        | 17,50          | x              | 17,89          | nicht im Finale der besten acht Kugelstoßerinnen | nicht im Finale der besten acht Kugelstoßerinnen | nicht im Finale der besten acht Kugelstoßerinnen |
| 12    | Elena Hila            | Rumänien            | 17,88        | 17,38          | 17,88          | x              | nicht im Finale der besten acht Kugelstoßerinnen | nicht im Finale der besten acht Kugelstoßerinnen | nicht im Finale der besten acht Kugelstoßerinnen |

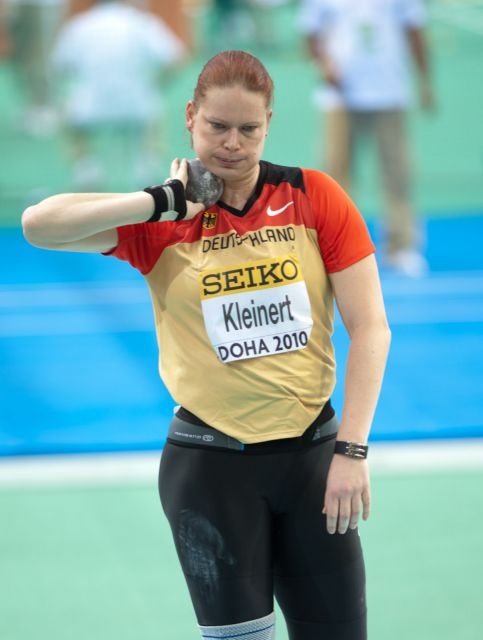
Vizeweltmeisterin Nadine Kleinert
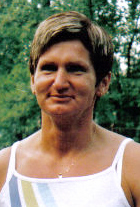
Krystyna Zabawska erreichte Platz acht
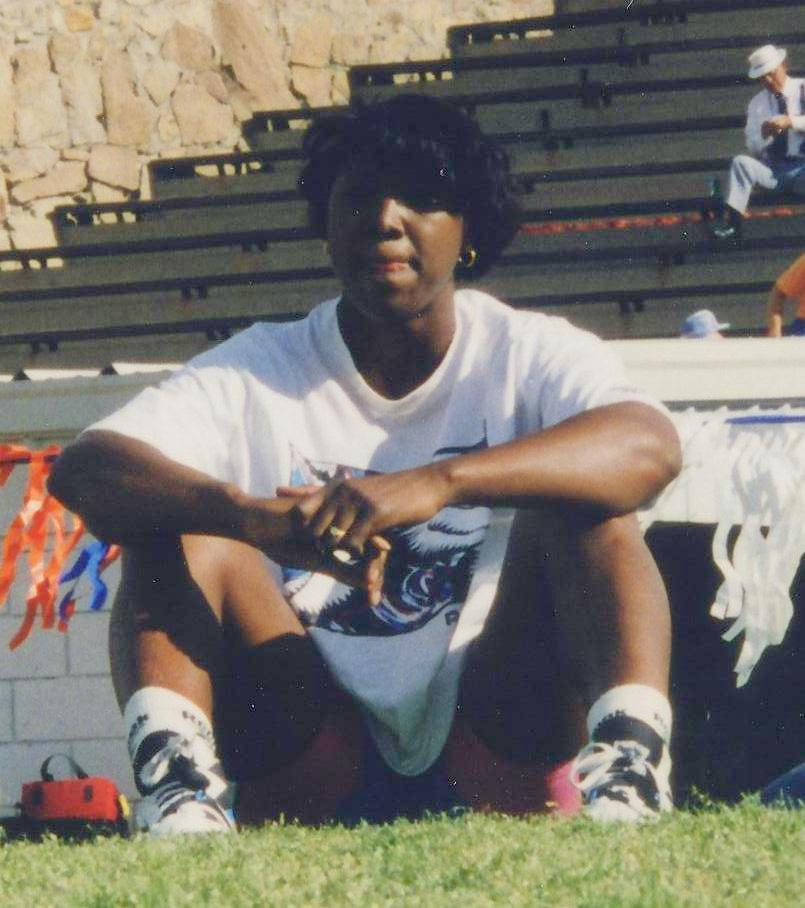
Die elftplatzierte Connie Price Smith

## Video
- Women's Shot Put Final (last throw only) - 1999 IAAF World Championships auf youtube.com, abgerufen am 30. Juli 2020